# Steen Lund Hansen
Steen Lund Hansen (Copenhague, Dinamarca, 8 de octubre de 1943) es un deportista danés que compitió en piragüismo en la modalidad de aguas tranquilas.
Participó en los años Juegos Olímpicos de México 1968 , obteniendo un noveno puesto en la prueba de  K4 1000 m.
Fue vencedor en dos ocasiones de la prueba absoluta del Descenso Internacional del Sella en 1961, 1964, 1965, 1966 y 1970, record de victorias en la prueba hasta 2003, cuando fue batido por el piragüista cantabro Julio Martínez. 